# Adonisea dubitans
Adonisea dubitans là một loài bướm đêm trong họ Noctuidae.